# Младан
Мла́дан — славянское мужское имя, распространённое в Сербии, Хорватии, Черногории, Боснии. Значение имени — «молодой», «мальчик». Происходит от праславянской формы moldъ(jь) с суффиксом -ан. Женская форма имени — Младана.